# Deepwater
Deepwater é uma cidade localizada no estado americano de Missouri, no Condado de Henry.

## Demografia
Segundo o censo americano de 2000, a sua população era de 507 habitantes.
Em 2006, foi estimada uma população de 506, um decréscimo de 1 (-0.2%).

## Geografia
De acordo com o United States Census Bureau tem uma área de
2,2 km², dos quais 2,2 km² cobertos por terra e 0,0 km² cobertos por água.

## Localidades na vizinhança
O diagrama seguinte representa as localidades num raio de 20 km ao redor de Deepwater.